# Tesztoszteron
A tesztoszteron a legfontosabb férfi nemi hormon.
A férfi szervezet a tesztoszteront a herék Leydig-sejtjei állítják elő koleszterinből, míg a nők szervezete a petefészekben és a mellékvesékben termel minimális mennyiségű tesztoszteront. A férfihormonok a női hormonokkal (ösztrogén és progeszteron) együtt a petefészekben és a mellékvesékben képződnek. Szükség van rájuk a haj, a szőrzet kialakulásához, csak a nőknek sokkal kisebb dózisban, mint a férfiaknak.
A tesztoszteron név a latin testis (here) és a görög sztereosz (στέρεος = kemény, merev, szilárd) összevonásából keletkezett.

## Hatásai
A tesztoszteron felelős a magzati (Wolff-cső = ductus mesonephricus fenntartása), kisgyermekkori és pubertáskori férfi nemi jelleg (a szőrnövekedés stimulációja, a mutálás, a libidó, izomtömeg kialakításában, a jó közérzet és az erekció képességének fenntartásához szükséges) kialakításáért, és azt követően a maszkulin fenotípus és az androgén hormonoktól függő funkciók (pl. spermatogenezis, járulékos nemi mirigyek) fenntartásáért. Ezen kívül funkciókat lát el például a bőrben, az izomzatban, a csontokban, a vesében, a májban, a csontvelőben és a központi idegrendszerben.
A herék által kiválasztott endogén androgének, elsősorban a tesztoszteron és fő metabolitja, a dihidrotesztoszteron (DHT) a felelős. Általános hatással vannak az anabolizmusra, befolyásolják a vázizomzat fejlődését és a testzsír eloszlását, csökkentik a nitrogén, a nátrium, a kálium, a klór, a foszfát és a víz vizeletben történő kiválasztását.
A tesztoszteron nem befolyásolja a herék fejlődését, de csökkenti a gonadotropin kiválasztását az agyalapi mirigyben.
Férfiaknál a tesztoszteron szint csökkenés lehet az oka a hajhullásnak, erekciós problémáknak, alvászavarnak, de a lógó férfi mell megjelenésének is gyakori oka a tesztoszteron szint csökkenése által létrejövő testzsír növekedés. 

A tesztoszteron bizonyos célszervekre gyakorolt hatása a tesztoszteronnak ösztradiollá történő perifériás transzformációja után jelentkezik, ami ezt követően az ösztradiol-receptorokhoz kötődik a célsejt sejtmagjában, például az agyalapi mirigyben, a zsírszövetekben, az agyban, a csontszövetekben.
Ritkán bár, de előfordul, hogy a női szervezet a normálisnál több tesztoszteront termel. Ez komoly szőrtüszőgyulladáshoz (akné), az arcszőrzet megszaporodásához, testtömeg-növekedéshez, idült nyugtalansághoz és fokozott támadási hajlamhoz vezet.

## Referenciaértékek vérben

### Férfiak esetén
A normál szint 10–28 nmol/l. Az emelkedett tesztoszteronszint okai (a lista nem teljes):
- hererák
- androgén-inszenzitivitási szindróma
- külső bevitel

A csökkent szint egyik oka lehet doppingszerek használata.

### Nők esetén
A normál szint
- aktív korban: 0,2–2,9 nmol/l
- menopausa után: 0,2–1,4 nmol/l

## Érdekesség
A grenoble-i egyetem kutatóinak laboratóriumi vizsgálatai szerint a magas tesztoszteronszinttel rendelkező férfiak inkább kedvelik az ételekben a csípős ízeket. A kutatók hozzáteszik, hogy az összefüggés nem feltétlenül jelent ok-okozati viszonyt, de valamilyen kapcsolatot jelez a két dolog között.